# Ленинская улица (Самара)
Ле́нинская у́лица расположена в историческом центре городского округа Самара — Самарском и Ленинском районах.
Начинается от берега реки Самара и заканчивается пересечением улицы Полевой, где далее переходит в проспект Ленина.
Пересекается со следующими улицами:
- Венцека
- Ленинградская
- переулок Тургенева
- Некрасовская
- Льва Толстого
- Красноармейская
- Рабочая
- Вилоновская
- Ульяновская
- Ярмарочная
- Маяковского
- Чкалова.

## Этимология годонима
Первым названием улицы было «Заовражье» — из-за характерного рельефа местности. В те времена это была ещё окраина города.
Самара разрасталась, овраги засыпали и улицу переименовали в Сокольничью.
В 1909 году Самарская Дума постановила переименовать Сокольничью улицу в Шихобаловскую, отдавая дань общественной деятельности одного из самых богатых людей Самары — купца первой гильдии А. Н. Шихобалова, построившего на собственные средства здание для городской больницы.
С 1918 по 1935 годы улица называлась Крестьянской. В 1935 году Крестьянскую переименовали в Ворошиловскую, в честь известного большевика.
Современное название улица получила в 1957 году потому, что в доме № 135 с мая 1890 года по сентябрь 1893 жила семья Ульяновых вместе с бывшим студентом казанского университета Владимиром Ульяновым (Лениным), находившимся под негласным надзором полиции. Сейчас в этом здании располагается Дом-музей, а в конце 1980-х годов рядом с ним был выстроен «Ленинский мемориал», в котором теперь размещается Краеведческий музей имени Алабина.

## Транспорт
Общественный транспорт по Ленинской улице не ходит.
Можно доехать до пересечения с улицами:
- Ленинградской (автобус — остановка «ул. Братьев Коростелёвых» или «Садовая ул.»);
- Льва Толстого (автобус, маршрутные такси, троллейбус — остановка «Стадион Динамо»);
- Красноармейской (автобус, трамвай, маршрутные такси — остановка «Музей им. П.В. Алабина»);
- Вилоновской (маршрутные такси, остановка по требованию);
- Полевой (автобус, маршрутные такси, трамвай — остановка на проспекте Ленина).

## Здания и сооружения
Чётная сторона

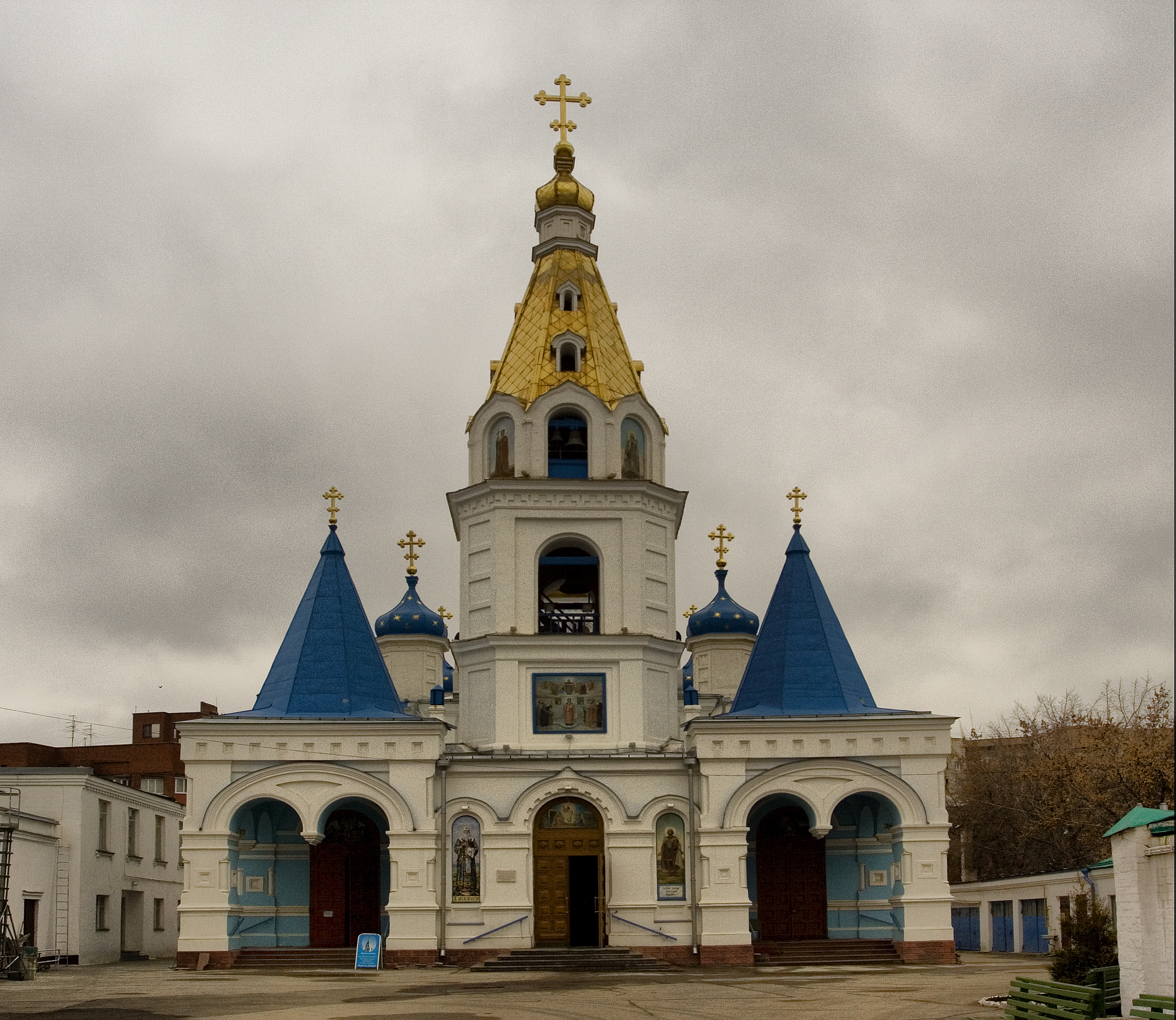
Покровский кафедральный собор

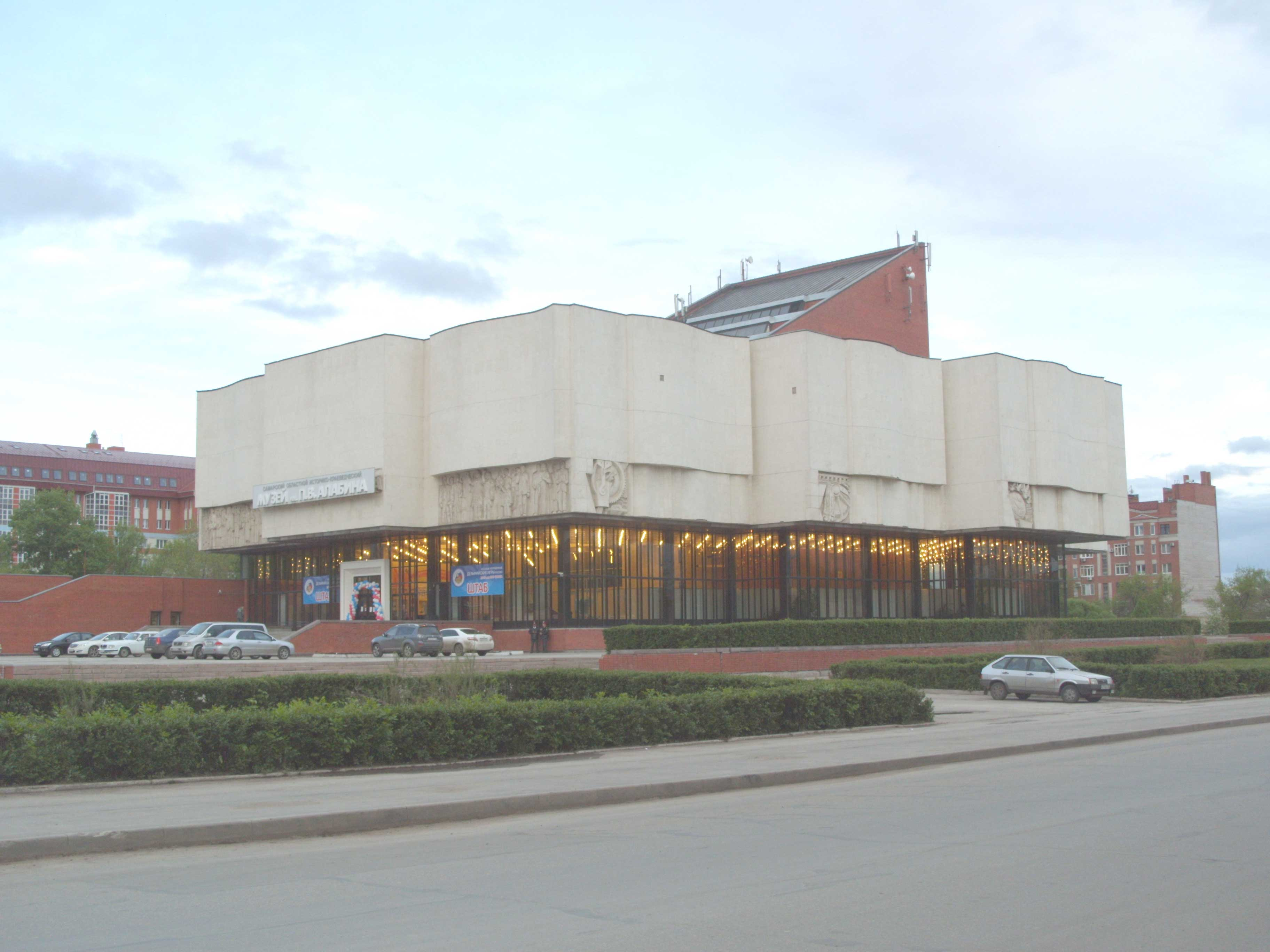
Самарский областной историко-краеведческий музей имени П. В. Алабина

- 100 и 100а — офис нефтяной компании
- 106 — многоэтажное жилое здание, на первом этаже магазины, офисы, бар
- Дворец культуры железнодорожников (ул. Льва Толстого, 94)
- 120А — 4-этажное офисное здание
- 142 — Самарский областной историко-краеведческий музей имени П. В. Алабина
- 146—158 — малоэтажная застройка
- 154 — Самарское областное отделение Российского детского фонда[3]
- 160 — театр кукол «Лукоморье». Рядом с этим зданием, на углу с улицей Рабочей, в 2022 году установили скульптуру «Тёма и Жучка» по мотивам произведения Гарина-Михайловского. Автор скульптуры Константин Чернявский[4].
- 168 — бизнес-центр, офисы, управление ЗАГС Самарской области
- 184, 186, 190, 192 — малоэтажная историческая застройка
- 202 — кирпичный 10-этажный жилой дом с офисами на первом этаже(банк, салон красоты и др.), построен в 1999 году
- 206 — 8-этажный кирпичный жилой дом с офисами на первом этаже, построен в 2002 году
- 216 — двухэтажный жилой дом, деревянный на кирпичном фундаменте, построен в 1917 году
- 224 — кирпичный 17-этажный жилой дом с офисами на первом этаже (банк, страховая компания и др.), построен в 2003 году
- 228 — кирпичный 10-этажный жилой дом с офисами на первом этаже (детский сад, Нотариальная палата Самарской области[5], построен в 2003 году
- 240 — 8-этажный кирпичный жилой дом с офисами на первом этаже, построен в 2003 году

Нечётная сторона
- 73 — Министерство здравоохранения и социального развития Самарской области[6], трёхэтажный особняк
- 75 — Городская больница им. А. Н. Шихобалова. Памятник архитектуры, трёхэтажное здание построено по проекту А. А. Щербачёва в 1907 году.
- 75А — Покровский кафедральный собор
- 79 — жилой дом С. Е. Пермякова, 1902—1918 гг[1]
- Стадион «Динамо» (улица Льва Толстого, 97А)
- 119 — 9-этажный жилой дом с офисами на 1 этаже (страховая компания, салон красоты и др.). Кирпичное здание с железобетонными перекрытиями построено в 2008 году.
- 131—135 — Дом-музей cемьи Ульяновых. Двухэтажное деревянное здание построено в 1884 году. В конце XIX века дом принадлежал купцу Рытикову, на первом этаже была винная лавка, а второй этаж сдавали квартирантам.
- 141 — девятиэтажный жилой дом современной постройки, на первом этаже кафе-бар «Лимонадный Джо»[7] и другие учреждения.
- 147 — 12-этажный жилой дом с офисами на 1 этаже, построен в 2000 году
- 149 и 151 — 17-этажные жилые дома с офисами и магазинами на 1 этажах, построены в 2014 году
- 301 — 12-этажный дом на углу с Полевой улицей, на 1 этаже банк, магазины. Здание построено в 2005 году.

## Почтовые индексы
- 443001
- 443020
- 443041[8]